# Thilo Martinho
Thilo Martinho (nome artístico de Thilo Herrmann, Kiel, 1960) é um cantor, guitarrista, escritor alemão.

## Biografia
Nascido em Kiel em 1960 como Thilo Herrmann, ainda criança iniciou seu aprendizado musical, tendo o piano como primeiro instrumento. Posteriormente aprendeu o baixo e a bateria e aos 19 anos o violão.
Três anos após, como instrumentalista e intérprete de folkrock acústico, fazia turnês pelos clubes e festivais de música Folk da Alemanha e Europa.
Descontente com as limitadas possibilidades  de expressão do violão  de cordas de aço  e influenciado pelo guitarrista Espanhol  de música Flamenca Paco de Lucia e pelo músico brasileiro Egberto Gismonti, trocou seu instrumento pelo de cordas de nylon, e a partir de então, aprofundou-se no mundo da música clássica, dedicando-se especialmente à guitarra flamenca. Dirigindo-se em seguida para a Espanha, viveu em Andaluzia por muitos anos como guitarrista flamenco.
Em 1995, após uma cirurgia devido a uma hemorragia cerebral de causa genética, Thilo Hermann viu-se em uma cadeira de rodas com a metade de seu corpo paralisado. O diagnóstico médico revelou que perdera para sempre o controle motor sobre o lado direito de seu corpo.
Nos anos seguintes, iniciou sua carreira como cantor e songwriter e ocupou-se predominantemente com a interpretação de músicas espanholas e brasileiras como a Bossa Nova, escrevendo canções em inglês e alemão.
Por motivos legais em 2005 adotou o pseudônimo de Thilo Martinho, sob o qual publicou em 2007 o CD  “I Am”, que leva o selo “musaraña records”, nada mais é que o resultado de uma viagem musical entre a Bossa Nova, a música latina, o Jazz, a musica Flamenca e World-Music. “I Am” é quadrilíngue: inglês, português, espanhol e alemão. Neste CD, está a a gravação da canção “Wie Das Wasser”, que trata-se  uma salsa arranjada em estilo  Bigband, com um texto lírico alemão.
Com "Wie Das Wasser", Thilo Matinho obteve o primeiro lugar na categoria “World Music” no concurso internacional de canções “UNISONG“ em Los Angeles, no ano de 2008.
Esta mesma canção ficou entre as finalistas no “John Lennon Songwritingcontest” 2008.
Thilo Martinho voltou a sua vida de músico e concertista em turnês, desde a superação de sua doença, apresenta-se em clubes e teatros.

## Discografia
- 2000: Granaina (auto-edição)
- 2003: Roam & Ride (temple records)
- 2007: I Am (musaraña records)
- 2014: Brisa Latina (musaraña records)